# Mapa de Abauntz

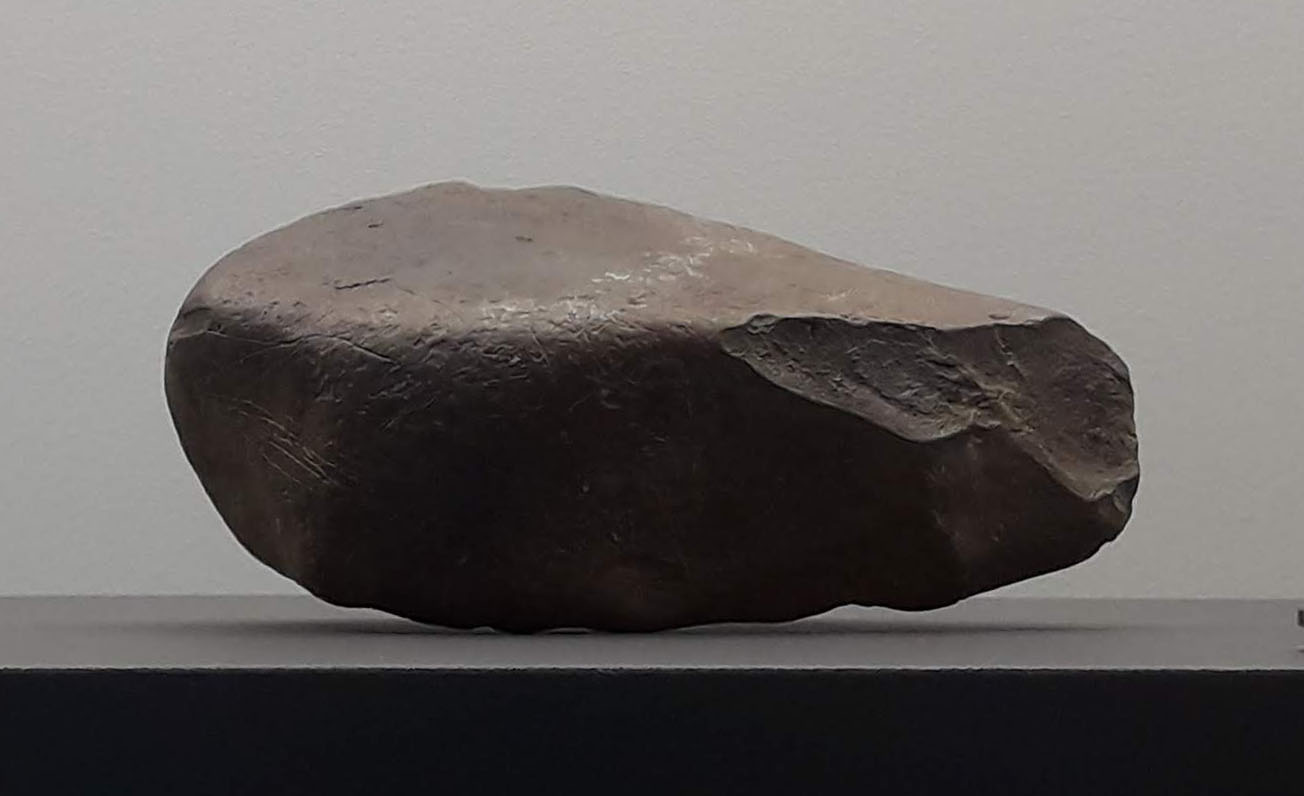
Mapa de Abauntz, Museo de Navarra. Mapa prehistórico grabado en piedra.

El denominado mapa de Abauntz es un documento cartográfico sobre piedra, considerado como uno de los más antiguos de la humanidad según sus descubridores, el equipo de arqueólogos a las órdenes de María Pilar Utrilla, que investigaba la actividad del ser humano en el periodo prehistórico del solutrense (en torno al 19000 a. C.) en la cueva navarra de Abauntz (valle de Ulzama) en el norte de la península ibérica.

## Descripción
De unos 17,5 cm de ancho, 10 cm de anchura y 5,5 cm de espesor, con un peso de 947 gramos.
Sus grabados sobre piedra parecen representar el paisaje circundante con montañas, zonas de forrajeo, ríos y lugares de caza, bocetados para reflejar el entorno de la cueva, que posiblemente sirviera de referencia para la comunidad en su trabajo de caza. Si la interpretación es correcta, la inscripción podría ser un croquis recordatorio para una segunda expedición de caza.
Su contenido refleja la sobresaliente capacidad artística del autor o autores para representar, no solo un entorno espacial, sino también una narración y detalles como la estacionalidad en la que se desarrolla la caza. El hecho de haberse hallado en la cueva otras piedras con croquis complementarios y útiles de grabado, como buriles líticos y escasez de otras herramientas apunta a un taller temporal o a un santuario.

## Hallazgo
Cerca de las Ventas de Arraiz, en una cavidad conocida en la zona como lamizulo («agujero de lamias»), en 1932 fue descubierta por José Miguel de Barandiarán y Telesforo de Aranzadi aunque sería en 1953 dada a conocer como yacimiento arqueológico. Pero sería entre 1976-1979 cuando sistemáticamente se realizó la excavación que «puso en evidencia su ocupación desde el final del Paleolítico Superior (cultura Magdaleniense), Epipaleolítico (cultura Aziloide), Neolítico antiguo y reciente, Calcolítico y época romana. Es, por tanto, uno de los yacimientos prehistóricos con mayor diversidad estratigráfica de la geografía navarra.» Posteriormente, entre 1988-1996 se realizaron seis campañas más.
En la actualidad se encuentra en el Museo de Navarra, donde se realizó una réplica para préstamo a exposiciones temporales.

## Reproducción
Por motivos de conservación, se realizó en 2016 una reproducción del artefacto arqueológico que sirve también para su cesión a otros centros.